# Johann Heinrich von Frankenberg
Johann Heinrich von Frankenberg (ur. 18 września 1726 w Głogowie, zm. 11 czerwca 1804 w Bredzie) – belgijski kardynał.

## Życiorys
Urodził się 18 września 1726 roku w Głogowie, jako syn Ottona Venantiusa von Franckenberga i Franziski Gaudentii von Khünburg. Studiował filozofię na Uniwersytecie Wrocławskim, a następnie uzyskał doktoraty z teologii i prawa kanonicznego. 21 września 1748 roku przyjął święcenia diakonatu, a 10 sierpnia 1749 roku – prezbiteratu. 28 maja 1759 roku został arcybiskupem Mechelen, a 15 lipca przyjął sakrę. 1 czerwca 1778 roku został kreowany kardynałem prezbiterem, jednak nigdy nie otrzymał kościoła tytularnego. W czasie swojej działalności zdecydowanie bronił suwerenności Kościoła i sprzeciwiał się józefinizmowi. Po wybuchu rewolucji francuskiej w 1789 roku musiał uciekać z Mechelen, by uniknąć aresztowania. Gdy w 1794 roku wojska napoleońskie zajęły prowincję, kardynał udał się do Niderlandów. Rok później Republika Francuska zażądała od niego przysięgi lojalności na Konstytucję, jednak duchowny odmówił. Wkrótce potem udał się na wygnanie i w 1799 roku osiadł w Borken. Dwa lata później zrezygnował z zarządzania archidiecezją. Zmarł 11 czerwca 1804 roku w Bredzie.